# NGC 3161
NGC 3161 é uma galáxia elíptica (E2) localizada na direcção da constelação de Leo Minor. Possui uma declinação de +38° 39' 28" e uma ascensão recta de 10 horas, 13 minutos e 59,1 segundos.
A galáxia NGC 3161 foi descoberta em 1 de Fevereiro de 1886 por Guillaume Bigourdan.